# 乙丑政变
乙丑政變，又稱北京政變、首都革命，發生於1925年11月28日，中共北方区委和国民党左派合作，意圖武力推翻北京段祺瑞政權的未遂起事，主要發起人是李大釗。

## 背景
1925年10月20日，中共中央发表《对反奉战争宣言》，号召民众反對臨時政府。11月下旬，冯玉祥国民军攻占北京。中共北方区委和国民党左派人士决定趁此有利时机，合作發起一场暴力推翻北洋政府、建立国民政府的鬥爭。

## 經過
兩黨在中华民国北洋政府首都北京，发动的一场反政府运动。其时段祺瑞任中华民国临时执政。运动的领导人是国民党北京市党部负责人兼中共北方区委负责人的李大钊，在京国民党员和共产党员共同参与，包括朱家驊和陳啟修。計劃原本联络冯玉祥的国民军配合武装起义，但是国民军临时改变主意。因此最後转为一场游行示威行动。示威中还发生火烧发表反苏言论的《晨报》馆。

## 事後
乙丑政變結束以後，李大釗與段祺瑞進行談判但不成功，一年後被殺。